# James Burnham
James Burnham (Chicago, 22 de novembro de 1905 – Kent, Connecticut, 28 de julho de 1987) foi um teórico político e filósofo norte-americano.
Ativista radical e importante líder do movimento trotskista dos Estados Unidos na década de 1930, em anos posteriores Burnham abandonou o marxismo e se voltou para a direita política, atuando como  intelectual  do movimento conservador americano e produzindo o trabalho pelo qual ele é mais conhecido, A Revolução Gerencial, publicado em 1941. Burnham também é lembrado como um colaborador regular de publicação líder na América conservadora, "National Review".

## Idéias
Durante a Segunda Guerra Mundial, Burnham passou a trabalhar para o Office of Strategic Services  (OSS), precursor da CIA. Recomendado por George F. Kennan, foi convidado para liderar a Divisão de Política e Guerra Psicológica do Escritório de Coordenação Política, uma área semiautônoma da agência.
Em 1955, Burnham ajudou William F. Buckley a fundar a National Review, que desde o início assumiu posições em política externa consistentes com as do próprio Burnham.
A sua abordagem da política externa levou alguns a considerá-lo como o primeiro "neoconservador", embora as idéias de Burnham tenham tido uma influência importante em diferentes facções da direita norte-americana.
No início de novembro de 1978, ele sofreu um derrame que afetou sua saúde e memória de curto prazo.
Em 1983, o presidente Ronald Reagan concedeu-lhe a Medalha Presidencial da Liberdade.
Burnham morreu de câncer de fígado e rim, em sua casa, na cidade de Kent, Connecticut, em 28 de julho de 1987. Foi sepultado na mesma cidade, em 1.  de agosto de 1987.